# Холланд, Томас, 2-й граф Кент
Томас Холланд (англ. Thomas Holland; ок. 1350 — 25 апреля 1397) — 2-й барон Холланд с 1360, 2-й граф Кент с 1381, 5-й барон Вудсток и 6-й барон Уэйк из Лидделла с 1385, рыцарь ордена Подвязки с 1375, юстициарий Ирландии с 1377, маршал Англии в 1380—1385, констебль Тауэра с 1389, старший сын Томаса Холланда, 1-го графа Кента, и Джоанны Прекрасной Девы Кента, единоутробный брат короля Англии Ричарда II.
Томас выдвинулся благодаря браку матери. После избрания Ричарда II королём, входил в состав регентского совета, где имел сильное влияние на короля. Будучи жестоким и эгоистичным, он своё положение использовал в первую очередь для личного обогащения.

## Биография
Томас родился около 1350 года в родовом поместье Апхолланд (Ланкашир). В 1360 году умер его отец, после чего Томас унаследовал титул барона Холланда. При этом титул графа Кента он сразу не получил, графством продолжала управлять его мать, которая в 1361 году вышла замуж за наследника короля Эдуарда III Эдуарда, известного в истории под прозвищем Чёрный Принц.
Вместе с матерью Томас перебрался в Гасконь. Уже в раннем возрасте он овладел всеми необходимыми приёмами для битвы и рыцарских турниров и достаточно рано начал участвовать в военных действиях под руководством своего отчима. В 1366 году он стал капитаном английской армии в Аквитании. В 1367 году он отправился вместе с Эдуардом Чёрным принцем в Кастилию, где был посвящён в рыцари. В 1375 году он стал рыцарем ордена Подвязки. Позже он в составе армии Эдмунда Лэнгли, графа Кембриджа, участвовал в экспедиции в Бретань.
После того, как в 1377 году королём Англии стал его малолетний единоутробный брат Ричард II, Томас вошёл в состав регентского совета. Он имел сильное влияние на короля. Будучи жестоким и эгоистичным, он своё положение использовал в первую очередь для личного обогащения. Он получал различные должности и пенсионы. В 1380—1385 годах он был маршалом Англии.
В декабре 1380 года Томас отправился послом в Священную Римскую империю, чтобы договориться о браке короля с Анной, сестрой императора Венцеля.
В 1381 году Томас получил титул графа Кента. Во время крестьянского восстания в Кенте в том же году Томас был сделан капитаном королевских сил, однако активно восставшим не противодействовал. Когда мятежники подошли к Лондону, он укрылся вместе с королём и матерью в Тауэре, однако позже, опасаясь за свою жизнь, бежал оттуда.
В 1385 году умерла его мать, после чего Томас получил все её богатые земельные владения.
В 1389 году Томас стал констеблем Тауэра и членом Тайного совета.
В 1396 году принимал участие в переговорах о браке Ричарда II с Изабеллой Французской, а в 1397 году был назначен губернатором Карисбрука.
Томас умер 25 апреля 1397 года в замке Арундел. Ему последовательно наследовали двое сыновей, не оставивших законнорожденных наследников. Однако потомки его дочерей играли значительную роль в войне Алой и Белой розы. Потомком Томаса по женской линии была и одна из жён короля Генриха VIII — Екатерина Парр.

## Семья
Жена: после 10 апреля 1364 Элис Фицалан (ок. 1350 — 17 марта 1416), дочь Ричарда Фицалана, 10-го графа Арундела, и Элеоноры Ланкастер. Дети:
- Алиенора Холланд (ок. 1373 — 6 или 18 октября 1405); 1-й муж: ок. 7 октября 1388 Роджер Мортимер (11 апреля 1374 — 20 июля 1398), 4-й граф Марч, 7-й граф Ольстер, 6-й барон Мортимер из Вигмора, 5-й барон Женевиль, лорд Коннахт и Клер с 1381; 2-й муж: Эдуард Черлтон (ок. 1371 — 14 марта 1421), 5-й барон Черлтон и лорд Поуис с 1401
- Томас Холланд (ок. 1374 — 7/8 января 1400), 3-й граф Кент, 3-й барон Холланд, 6-й барон Вудсток и 7-й барон Уэйк из Лидделла с 1397, 1-й герцог Суррей в 1397—1399, маршал Англии с 1398
- Джон Холланд (ум. в младенчестве)
- Ричард Холланд (ум. в младенчестве)
- Джоан Холланд (ок. 1380 — 12 апреля 1434); 1-й муж: с 1393 Эдмунд Лэнгли (5 июня 1341 — 1 августа 1402), 1-й граф Кембридж с 1362, 1-й герцог Йорк с 1385; 2-й муж: ранее 9 августа 1404 Уильям Уиллоуби (ок. 1370 — 4 декабря 1409), 5-й лорд Уиллоуби де Эрзби с 1396; 3-й муж: после 6 сентября 1410 Генри Скруп (ок. 1373 — 5 августа 1415), 3-й барон Скруп из Меcема; 4-й муж: ранее 27 апреля 1416 Генри Бромфлид (ум. 16 января 1469), 1-й лорд Весси с 1449
- Эдмунд Холланд (6 января 1383 — 15 сентября 1408), 4-й граф Кент, 4-й барон Холланд, 7-й барон Вудсток и 8-й барон Уэйк из Лидделла с 1400
- Маргарет Холланд (1381/1385 — 30 декабря 1439); 1-й муж: ранее 28 сентября 1397 Джон Бофорт (ок. 1371 — 16 марта 1410), 1-й граф Сомерсет, 1-й маркиз Сомерсет и 1-й маркиз Дорсет в 1397—1399, констебль Англии с 1404; 2-й муж: после 10 ноября 1411 Томас Ланкастер (29 сентября 1388 — 22 марта 1421), герцог Кларенс и граф Албемарль с 1412
- Элеанор Холланд (ок. 1386 — после 1413); муж: с 23 мая 1399 Томас Монтегю (ум. 3 ноября 1428), 4-й граф Солсбери с 1409
- Элизабет Холланд (ум. 4 января 1423); муж: после 29 августа 1394 Джон Невилл (до 1387 — до 20 мая 1420), лорд Невилл с 1397, хранитель Восточной Шотландской марки с 1414
- Бриджит Холланд (ум. до 1416), монахиня в Беркинге